# Boate Azul
Boate Azul é uma canção sertaneja de autoria de Benedito Seviero e Aparecido Tomás de Oliveira, de 1963 para a dupla Zilo & Zalo, mas foi censurada pela ditadura civil-militar, sendo gravada apenas em 1982 pelo trio Amantes do Luar
Esta é considerada um dos clássicos da música Sertaneja e Guarânia, sendo regravada mais de mil vezes em oitenta idiomas diferentes.

## História
Benedito, um dos compositores da música, conta o episódio que lhe serviu de inspiração. “Eu estava acompanhando o cantor José Lopes, muito famoso na década de 1950, que faria um show na boate Blue Night, da dona Dirce, em Apucarana, no Paraná. Porém, o Papa João XXIII morreu naquele dia e o show foi cancelado”, recorda. O papa João XXIII morreu vítima de câncer em 3 de junho de 1963.
Dito ainda lembra que muitas pessoas aguardavam a apresentação na casa noturna. “A Blue Night ficava localizada, naquela época, cerca de 3 quilômetros fora da cidade, às margens da rodovia”, relembra. Apesar da pressão do público, naquele dia o show não pode continuar. “A polícia proibiu a apresentação em respeito à morte do papa, mas os frequentadores estavam todos de ‘fogo’ e não queriam ir embora. Eles ficaram lá sem saber para onde ir, bêbados. Foi inspirado naquela cena que três meses depois resolvi escrever ‘Boate Azul’”, confessa.
O refrão da música diz: "Sair de que jeito, se nem sei o rumo para onde vou, muito vagamente me lembro que estou em uma boate aqui na Zona Sul. Eu bebi demais e não consigo me lembrar sequer qual era o nome daquela mulher, a flor da noite da boate azul".
Segundo o autor, a música feita em 1963 era para ter sido gravada pela dupla Tibagi e Miltinho, porém ela foi censurada durante a ditadura militar e só seria liberada para gravação nos anos 80, quando foi gravado pela primeira vez pelo grupo Os Amantes do Luar. Em 2023, a dupla Bruno & Marrone recebeu da Pró Músic - Brasil, um Certificado de Platina, equivalente a 16 Milhões de Execuções da Música em plataformas digitais de áudio

## Regravações
Em 1985, foi regravada pela dupla Manoelito Nunes & Nazaré, porém também sem o sucesso esperado. No mesmo ano, a canção teve sua terceira gravação, dessa vez pela dupla Joaquim & Manuel, enfim popularizando-se nacionalmente, fazendo com que a dupla ganhasse uma premiação (disco de ouro), sendo considerada um dos maiores clássicos sertanejos.
Com o passar dos anos, a música passou a ser regravada por diversos artistas, entre eles a dupla Bruno & Marrone em 2001 na forma de um pot-pourri, cuja versão popularizou-se entre os mais jovens. Mesmo assim, muitos associam o clássico à dupla pelo fato de os cantores terem o "resgatado" para a nova geração. Mas antes disso, em 2000, a dupla Matogrosso & Mathias já tinha colocado as vozes na canção, sendo regravada pelos mesmos em 2004 com a participação dos próprios Joaquim & Manuel.
Na década de 2010, a canção repercutiu na internet, gerando vários memes espalhados pelos internautas e áudios circulando no WhatsApp, ganhando ainda mais notoriedade entre o público jovem.

## Versões estrangeiras
Além das inúmeras versões gravadas ou apenas interpretadas por artistas do Brasil (sendo a maioria de música sertaneja), o clássico também possui versões de artistas de 70 países diferentes, como Portugal, Alemanha, Espanha, Itália e França. Uma dessas versões foi feita pelo grupo paraguaio Los Castillos, que regravaram a canção no álbum Trinta Anos de Carreira e contaram com a participação da dupla Jota Domingos & Manuel.

## Certificações
| Brasil (ABPD)                             | Ouro | 1986 | 100.000* |
| *número de vendas baseado na certificação |      |      |          |